# Newsweek
Newsweek là một trong những tạp chí tuần san uy tín lớn nhất thế giới của Mỹ ấn bản tại New York City, được phân phối trên toàn quốc và quốc tế với 12 ngôn ngữ khác nhau. Newsweek là tạp chí tin tức hàng tuần lớn thứ nhất ở Hoa Kỳ, cùng với Tạp chí Time về số lượng phát hành. Cả hai tạp chí này đều lớn hơn nhiều so với tờ tạp chí đứng thứ 3 U.S. News & World Report. Những năm đầu thế kỷ 21, Newsweek bắt đầu phát triển mạnh ấn bản trực tuyến như một hướng phát triển mới của tạp chí.
Newsweek nằm trong danh sách những tạp chí uy tín hàng đầu thế giới như Time, Forbes, Bloomberg, U.S. News & World Report...
Cũng như Time, tờ Newsweek có ảnh hưởng rất rộng lớn đến các chính trị gia trên toàn thế giới.

## Lịch sử
Newsweek được phát hành từ năm 1933 bởi một nhóm cổ đông sáng lập người Mỹ gồm "Ward Cheney, John Hay Whitney, Paul Mellon, và con trai của Andrew W. Mellon". Để phát hành Newsweek nhóm sở hữu ban đầu đã phải đầu tư khoảng 2,5 triệu USD.